# Erik Johan Hummerhielm
Erik Johan Hummerhielm, född 15 april 1784 i Kristvalla församling, Kalmar län, död 9 februari 1855 i Hedvig Eleonora församling, Stockholms stad, var en svensk friherre och militär.

## Biografi
Hummelheim blev volontär vid Kalmar regemente den 20 mars 1791 och befordrades till sergeant den 21 juni 1798. Han avancerade till fänrik den 27 september 1802 och till stabsfänrik den 12 maj 1805. Han blev regementsadjutant 1808 och befordrades till löjtnant den 3 april 1810. Hummerhielm erhöll fullmakt som kapten den 22 september 1812 och tjänstgjorde under det andra napoleonkriget efter att Sverige inträtt i kriget mot Napoleon I på de allierades sida. Han blev riddare av Svärdsorden den 4 juli 1823. Hummerheilm begärde och erhöll avsked som officer den 15 oktober 1831 för att bli postmästare i Mariefred den 22 oktober 1831. Den 17 augusti 1838 utnämndes han  till postinspektor i Härnösand. 
Hummerhielms hustru Constance Mathilda Jaquette Magnét var poeten Erik Johan Stagnelius sångmö Amanda. Det har antagits att Stagnelius sublimerade sin kärlek till henne och i sin diktning benämnde henne Amanda. Stagnelius var väl bekant med Hummerhielm som ägde gården Skubbetorp utanför Kalmar.